# Иркаб-Даму
Иркаб-Даму (? — 2245 или 2340) — маликум (царь-жрец) древнесирийского царства Эбла в 2352—2340 годах до н. э. (по другой хронологии, в 2252—2245 годах до н. э.). На его господство приходится существенное расширение страны, ставшей ведущей силой в Леванте (Восточном Средиземноморье). При этом при нём существенно возросло влияние визирей (лугаль саза), таких как Ибриум. Правил, по разным сведениям, 7 или 11 лет. Ему по протекции любимой супруги (маликтум) Дусигу и Ибриума наследовал сын Ишар-Даму.

## Жизнеописание
Сын маликума Игриш-Халапа и царицы Кешдут. Первой задачей после восхождения на трон стало улаживание отношений с государством Мари. Вероятно, владыке последнего Энна-Дагана уплатил дань с целью выиграть время. За этим заключил договор с государством Абарсал (Уркиш), располагавшийся вдоль течения реки Евфрат восточнее Эблы. Это соглашение считается первым записанным межгосударственным договором. В дальнейшем заключил союзы с городами-государствами Харан, Лумнан, Бурман и Асу, которые закрепили браками представительниц эблаитской династии и тамошними царями.
В дальнейшем возобновил войну против Мари, которому нанёс жёсткое поражение, заключив новый мир, расширивший владения Эблы и освободивший от уплаты любой дани. За этим восстановил господство над ранее отпавшими городами-государствами: Димашку, Катна, Хама, Каркемиш и Сам'аль. В союзе с соседями совершил успешную кампанию против государства Нагар, захватив его одноимённую столицу (современный Тель-Брак).
Иркаб-Даму с целью улучшения управления провел административно-территориальную реформу. Часть владений разделили на провинции, где размещались наместники с отрядами. Также была группа зависимых городов, которые платили дань и предоставляли войска.
Во внутренней политике лугаль саза (визирь) Аррукум (возможно, происходил из царского рода Абарсалу) приобрёл значительный вес, занимая должность в течение 5 лет. Сын последнего Рузи-Малик женился на старшей дочери маликума — Ити-Мут. В последние годы Иркаб-Даму визирём стал Ибриум.
В дальнейшем в сфере его влияния оказались все государства (кроме Абарсала), ранее связанные соглашениями с эблаитским властителем.
Дипломатия была важной составляющей политики Иркаба-Даму: глиняная табличка, найденная в архивах Эблы, содержит копию дипломатического послания, отправленного вместе с большим количеством древесины из Эблы царю Зизи из Хамази, приветствующего его как брата и просящего его прислать наемников взамен. В царском дворце были обнаружены даже дары из Древнего Египта, что указывает на далеко идущие отношения Эблы, которую Карл Мур описывает как первую в истории мировую державу.